# Behaarde bosmier
De behaarde bosmier (Formica rufa) of grote rode bosmier is een insect uit de familie mieren (Formicidae).

## Beschrijving
Er is ook een verwante soort met de naam kale bosmier (Formica polyctena), die sterk op de behaarde bosmier lijkt. Beide soorten worden samen vaak met gewoon 'rode bosmier' aangeduid. Deze twee soorten kunnen ook hybridiseren. Het lichaam is vrij groot; ongeveer 6 tot 11 millimeter en roodbruin van kleur, vaak zijn kaken en borststuk roodbruin en de rest van het lichaam donkerbruin tot zwart. De behaarde bosmier heeft minstens 25 haren op het pronotum (voorste deel van het borststuk), de kale hooguit twaalf. De poten en tasters zijn zwart en de tasters zijn afgeplat. Mannetjes zijn geheel zwart. Deze komen echter alleen in de paartijd ter wereld, en sterven al korte tijd later.

## Levenswijze

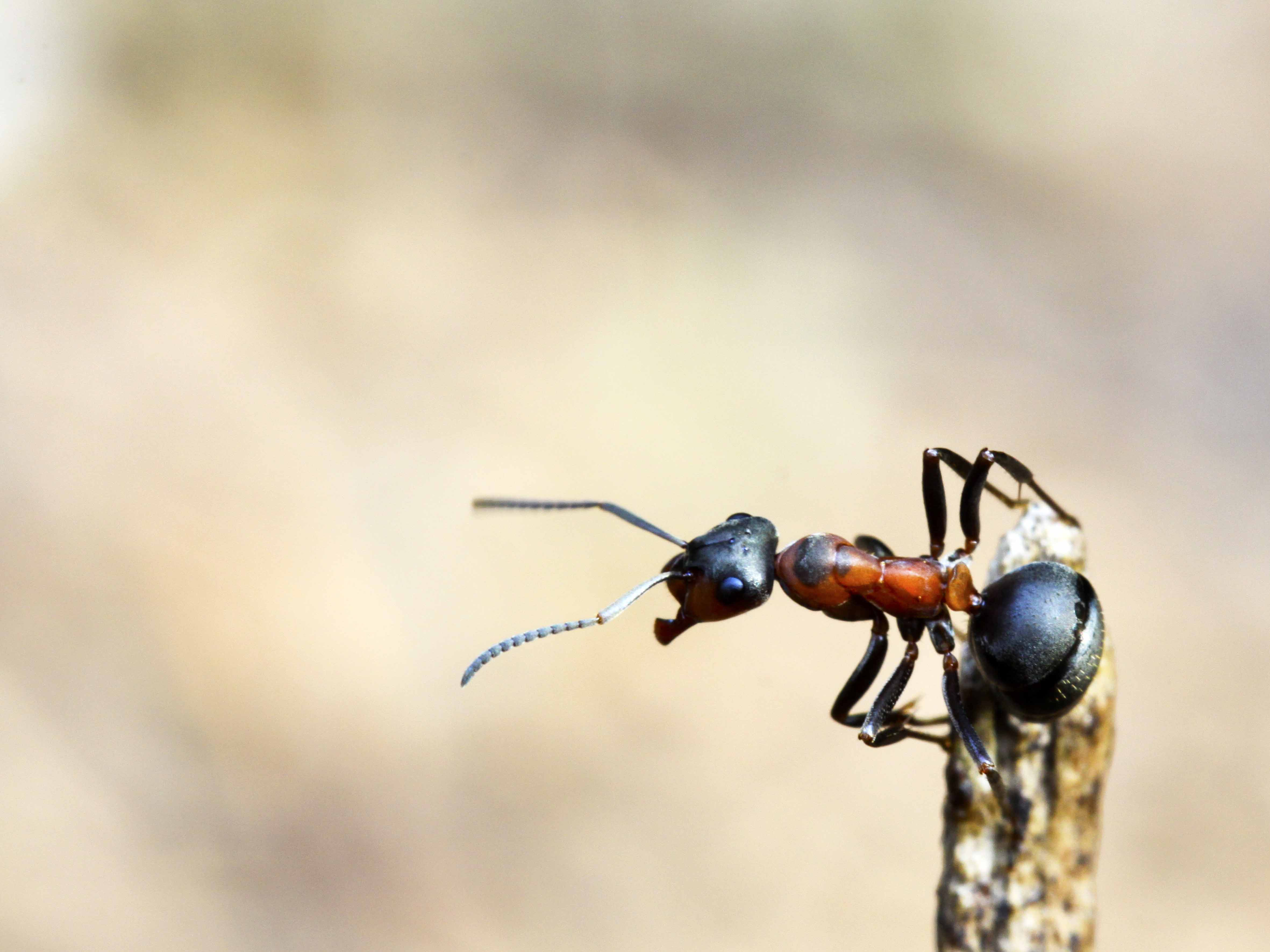
Behaarde bosmier 's morgens vroeg

De behaarde bosmier graaft typische koepelvormige, deels bovengrondse nesten en staat bekend als een agressieve soort; bij verstoring kruipen duizenden woedende mieren op de verstoorder af die het vrijwel altijd aflegt en wegvlucht, al is hij nog zo groot. Dat komt door de stevige kaken waarmee gemeen gebeten kan worden en ook kan de mier mierenzuur afscheiden met het achterlijf, dat echter geen angel bevat. Een enkel nest kan honderdduizenden mieren en meerdere koninginnen bevatten en ook scheuringen vinden plaats waardoor er meerdere nesten in de buurt ontstaan. Een van de weinige diersoorten die ze toch trotseert, en zelfs graag lust, is de groene specht (Picus viridis).
De  behaarde bosmieren verzamelen naalden, kleine takjes en ander organisch materiaal voor de bouw van hun nesten. Ze verzamelen ook hars vooral als er naaldbomen in hun territorium staan. Hars bestaat voornamelijk uit suikers en zou een interessante energiebron kunnen zijn. Het is echter onduidelijk of de mieren de hars ook echt eten. Hars is een goed bouwmateriaal omdat het waterafstotend is, de naalden aan elkaar plakt en schimmel- en bacteriën dodend is. Onderzoek heeft echter uitgewezen dat hars schimmelgroei in naalden kan stimuleren en het is vooralsnog niet duidelijk waarom mieren hars verzamelen.
Het nest is de kenmerkende hoge mierenhoop maar heeft ook een ondergronds deel. Ze komen vooral voor op zandgronden in open bossen en aan de zuidrand van dichtere bossen. Het nest heeft een ventilatiesysteem waarmee de mieren vochtigheid en temperatuur kunnen regelen. In het vroege voorjaar worden de mieren actief en stijgt de temperatuur van het nest. Later in het voorjaar komt de reproductie op gang als de nieuwe koninginnen en de mannetjes uitvliegen om te paren. Het mannetje sterft kort daarna en de bevruchte koningin sticht een nieuwe kolonie in het nest van een andere mierensoort.

## Voedsel

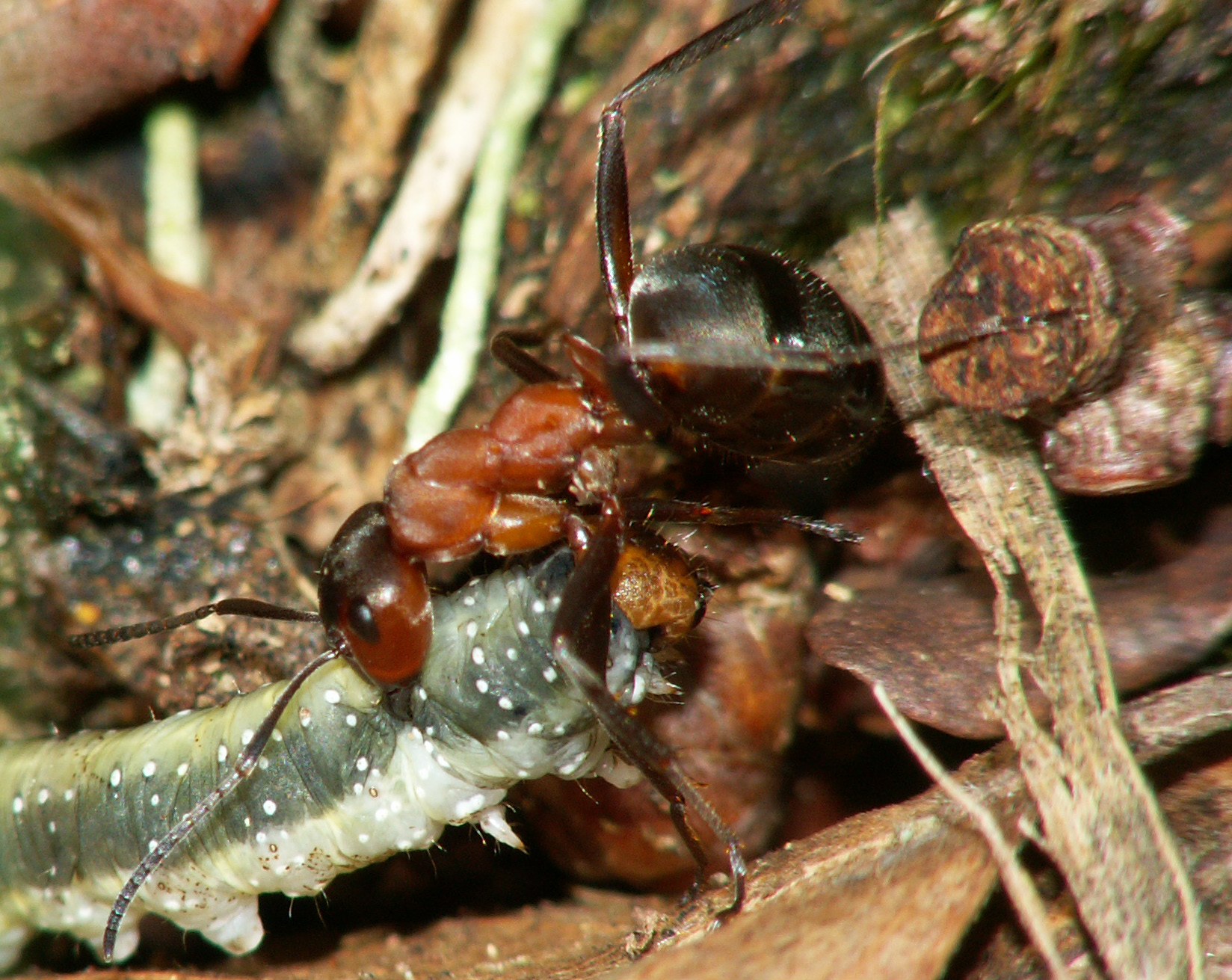
Mier overweldigt rups

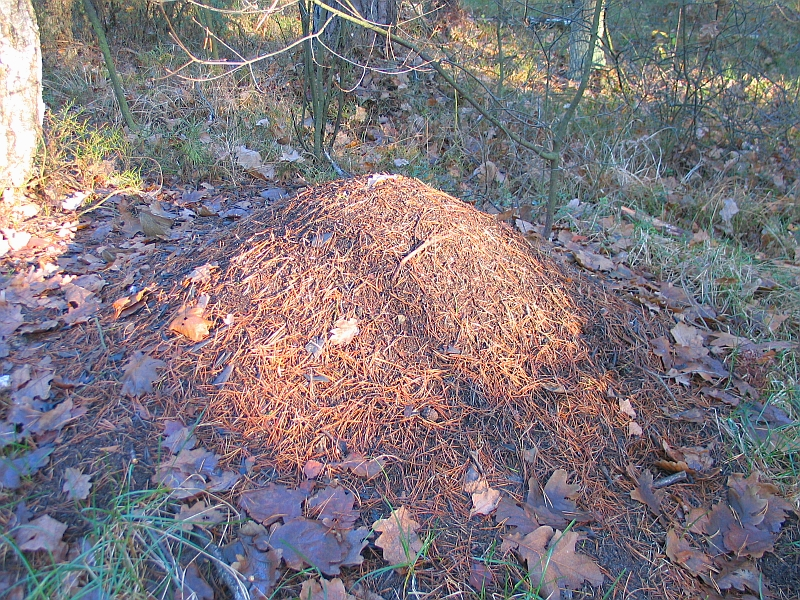
Het nest van deze soort

Het voedsel bestaat uit alles wat ze te pakken kunnen krijgen en eetbaar is. Een belangrijk deel van het voedsel wordt verkregen middels symbiose met bepaalde soorten bladluizen. Deze komen voor op inheemse boomsoorten als grove den, eik en berk. De mieren beschermen de luizen tegen vijanden zoals lieveheersbeestjes, en eten de 'kleine boodschap' van de luis; honingdauw of luizenmelk. Dit zijn de plantensappen vermengd met veel suikers, want luizen gebruiken de suikers niet voor de stofwisseling.
De mieren hebben ook eiwitten nodig en gaan op zoek naar prooien, zoals rupsen. Omdat ze hierdoor een belangrijke rol kunnen spelen bij het voorkomen of beperken van insectenplagen is de rode bosmier populair in de bosbouw. Bij het zoeken van prooien wijken ze vaak af van de vaste paden naar bomen met bladluizen en komen zo in de buurt van andere kolonies. Op de grenzen van de foerageergebieden kunnen dan gevechten ontstaan die duizenden slachtoffers per dag kosten en soms wel een maand duren.

## Andere dieren in het mierennest
De nesten van rode bosmieren bestaan vooral uit enorme hoeveelheden organisch materiaal en vormen een stabiele levensomgeving voor een groot aantal soorten insecten (andere dan mieren), en andere geleedpotigen. Sommige dieren die in de nesten van bosmieren leven eten de miereneieren of-larven of ze troggelen de mieren het voedsel af dat bestemd is voor de larven. Er zijn zelfs mierensoorten die hun kolonie in de nesten van andere mierensoorten bouwen. Er zijn echter ook heel veel soorten mijten, springstaarten en andere 'typische' bodemdieren die in mierennesten leven. Ze leven van het organische materiaal en van de schimmels en bacteriën die op de naalden en takjes groeien. Deze dieren zijn de mieren waarschijnlijk niet tot last. Het interessante is dat er in de mierenhopen andere soorten bodemdieren voorkomen dan in de bosbodem. De samenstelling van soorten verschilt tussen deze beide milieus. De bodemdieren in de mierenhopen worden vooral gekenmerkt door soorten die afhankelijk zijn van bacteriën  terwijl de soorten in de bosbodem vooral van schimmels leven.
Er zijn verschillende redenen waarom de soortensamenstelling van bodembeesten in mierenhopen anders is dan in de bosbodem. De mierenhoop is meestal erg droog en warm. De bosbodem is natter en de temperatuur fluctueert er meer. Daar kan de ene soort zich beter aan aanpassen dan de andere. Ook de aanwezigheid van hars in mierennesten kan een belangrijke rol spelen voor de bodemdieren. Uit onderzoek is gebleken dat springstaarten in aantal afnemen als hars aan bodemmateriaal wordt toegevoegd terwijl mijten minder last hebben van hars.

## Status en bedreigingen
De rode bosmier leeft voornamelijk in dennenbossen en lichte loofbossen en komt in grote delen van Europa voor, ook in Nederland en België, hoewel in Nederland niet meer algemeen. Voorheen kwamen bosmieren nog voor in kleine bosjes in het agrarisch landschap, maar die zijn door verruiging te schaduwrijk en te vochtig geworden. In Twente is een achteruitgang vastgesteld van 148 nesten in 1989 naar 15 nesten in 2014.
Zowel de behaarde als de kale rode bosmier is in Nederland beschermd onder de Flora- en faunawet, vanwege de achteruitgang die veroorzaakt is door ontbossing, verzuring en bebouwing. De nesten worden op deels beschutte plaatsen gebouwd, maar de zonnestralen kunnen er wel bij om het op te warmen. De poppen van deze mierensoort zijn vanwege de grootte populair bij vogelhouders die ze aan de jongen voeren – een van de bedreigingen voor deze mierensoorten.